# Thế Châu
Thế Châu (1936 – 1 tháng 2 năm 2005) là soạn giả cải lương Việt Nam. Ông là tác giả vở cải lương kinh điển Bên cầu dệt lụa.

## Cuộc đời
Thế Châu tên thật là Ngô Văn Long, sinh năm 1936 tại Lái Thiêu, tỉnh Bình Dương. Ông là thầy giáo trước khi đến với nghề soạn giả. Năm 1964, hội thi văn nghệ giữa các trường được tổ chức ở Bình Dương. Trường Tiểu học Lái Thiêu đăng ký dự thi vở cải lương Lê Lai cứu chúa do Thế Châu sáng tác, vở diễn sau đó đoạt giải nhất. Tình cờ trong cuộc thi soạn giả Loan Thảo cũng đến xem và đề nghị Thế Châu hợp tác viết kịch bản cải lương.
Trong giai đoạn từ năm 1965-1975, soạn giả Thế Châu viết nhiều vở tuồng được dàn dựng trên sân khấu của các đoàn cải lương lớn như: Dạ Lý Hương, Kim Chung, Tân Thủ Đô… Ông đã soạn chung với soạn giả Nhị Kiều những vở: "Qua cầu đắng cay", "Tâm sự cha tôi", "Vợ tạm chồng hờ"; viết chung với soạn giả Hoa Phượng, Loan Thảo các vở: "Bến tương tư", "An Lộc Sơn", "Hành khất đại hiệp". Thế Châu cũng viết riêng các vở: "Thủ cung xa", "Sao trời lại xanh", "Trường tương tư".
Sau năm 1975, ông tiếp tục sáng tác và được Đoàn Cải lương Thanh Minh - Thanh Nga mời cộng tác, viết những vở: Bên cầu dệt lụa, Hoa tím bằng lăng, Tấm Cám, Mùa gió chướng. Đây là thời điểm vàng son trong cuộc đời theo nghiệp sáng tác của soạn giả Thế Châu. Trong đó, vở Bên cầu dệt lụa được coi là nổi tiếng trong sự nghiệp của ông, để lại dấu ấn trong lòng khán giả mộ điệu qua 2 nhân vật Trần Minh, Nhuận Điền. Đến nay, nhắc đến Thanh Sang và Thanh Tú, nhiều khán giả vẫn nhớ ngay đến 2 nhân vật này. Vở diễn cũng đã được tái dựng nhiều lần.
Ngày 1 tháng 2 năm 2005, ông qua đời vì căn bệnh nhồi máu cơ tim, hưởng thọ 69 tuổi.

## Tác phẩm
Danh sách này không đầy đủ, bạn cũng có thể giúp mở rộng danh sách.
- Bên cầu dệt lụa
- Chuyện tình An Lộc Sơn
- Thủ cung xa
- Trường tương tư
- Sao trời lại xanh
- Qua cầu đắng cay
- Vợ tạm chồng hờ